# جونغ جي سو
هيون سيونغ مين (بالكورية: 현승민)‏، والمعروفة مهنيًا باسم جونغ جي سو (بالكورية: 정지소)‏. هي ممثلة كورية جنوبية. ولدت في 17 سبتمبر 1999 في سول، كوريا الجنوبية. ظهرت هيون لأول مرة كممثلة في الدراما التلفزيونية الملكة ماي عام 2012 . واشتهرت دوليًا بدورها بارك دا هي في فيلم طفيلي عام 2019.
عمرها الآن 25 ليس 26، هناك خطأ في جزء الميلاد

## روابط خارجية
- جونغ جي سو على موقع IMDb (الإنجليزية)
- جونغ جي سو على موقع ألو سيني (الفرنسية)
- جونغ جي سو على موقع قاعدة بيانات الفيلم (الإنجليزية)
- جونغ جي سو على موقع كينوبويسك (الروسية)